# 似大眼樸麗魚
似大眼樸麗魚，為輻鰭魚綱鱸形目隆頭魚亞目慈鯛科的其中一種，被IUCN列為極危保育類動物，分布於非洲喬治湖流域，棲息深度可達8公尺，體長可達7.7公分，棲息在莎草生長的沙泥底質水域，屬肉食性，以昆蟲幼蟲為食，生活習性不明。

## 擴展閱讀
維基物種上的相關：似大眼樸麗魚